# Harma theobene
Harma theobene е вид пеперуда от семейство Многоцветници (Nymphalidae). Видът не е застрашен от изчезване.

## Разпространение и местообитание
Разпространен е в Ангола, Габон, Гана, Гвинея, Демократична република Конго, Екваториална Гвинея, Замбия, Камерун, Кения, Кот д'Ивоар, Либерия, Малави, Мозамбик, Нигерия, Руанда, Сиера Леоне, Судан, Танзания, Уганда и Централноафриканска република.
Обитава гористи местности, крайбрежия, плажове и плантации в райони с тропически климат.